# Volksgerichtshof

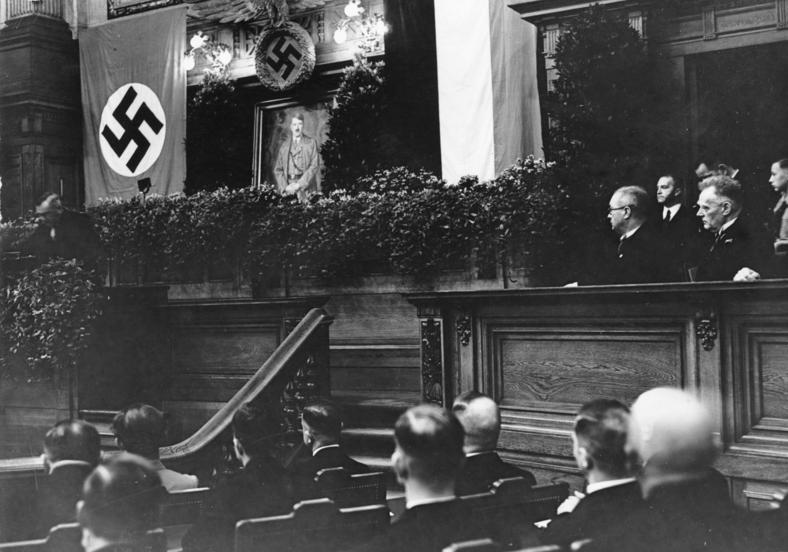

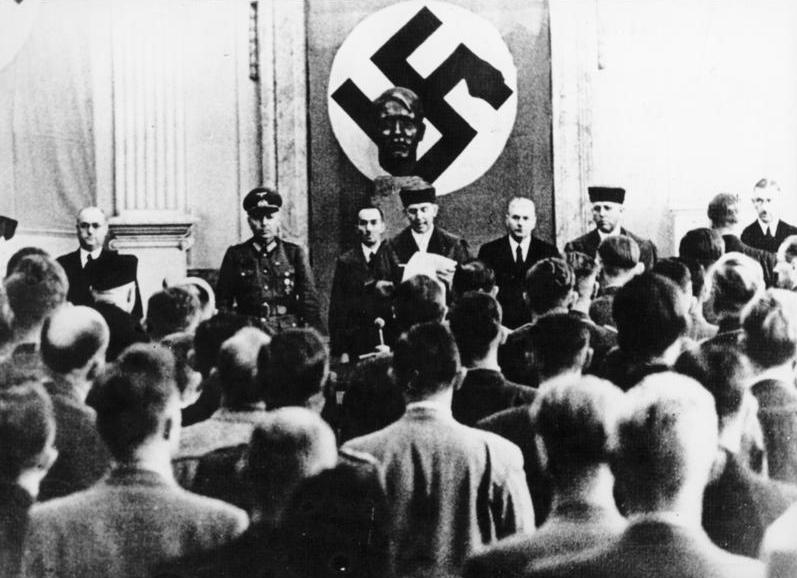
Veredicto del complot del 20 de julio

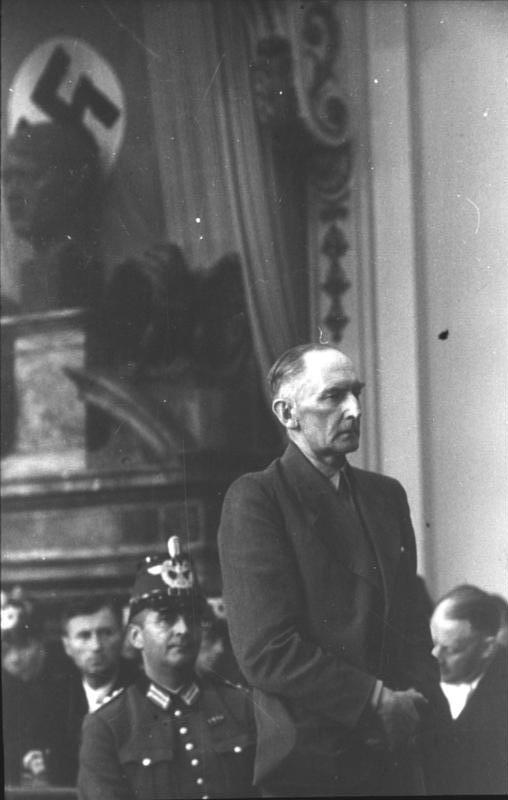
Erwin von Witzleben.

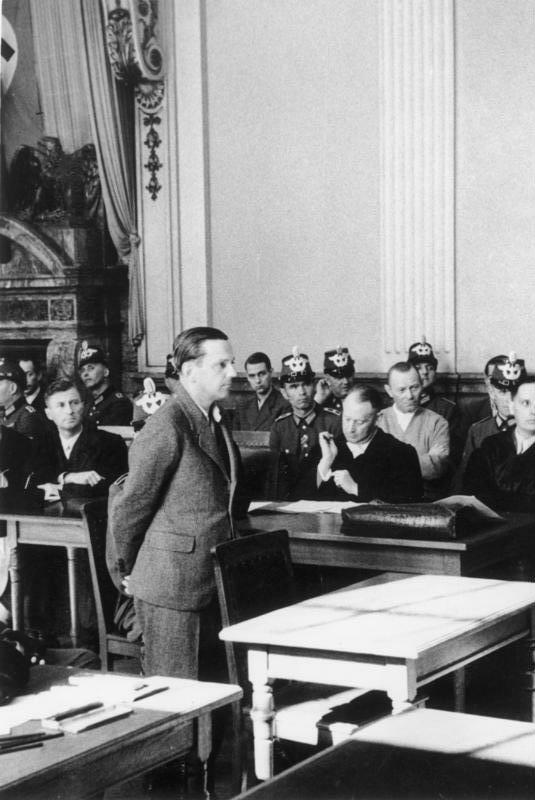
Hellmuth Stieff.

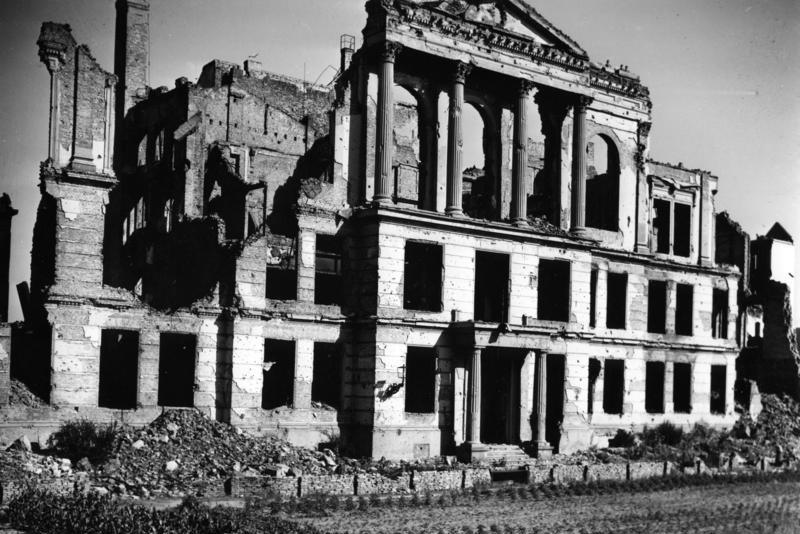
Ruinas del tribunal en 1945

Volksgerichtshof (en español Tribunal del pueblo) fue un tribunal especial establecido por el canciller Adolf Hitler en 1934 y que estuvo en vigencia hasta abril de 1945.

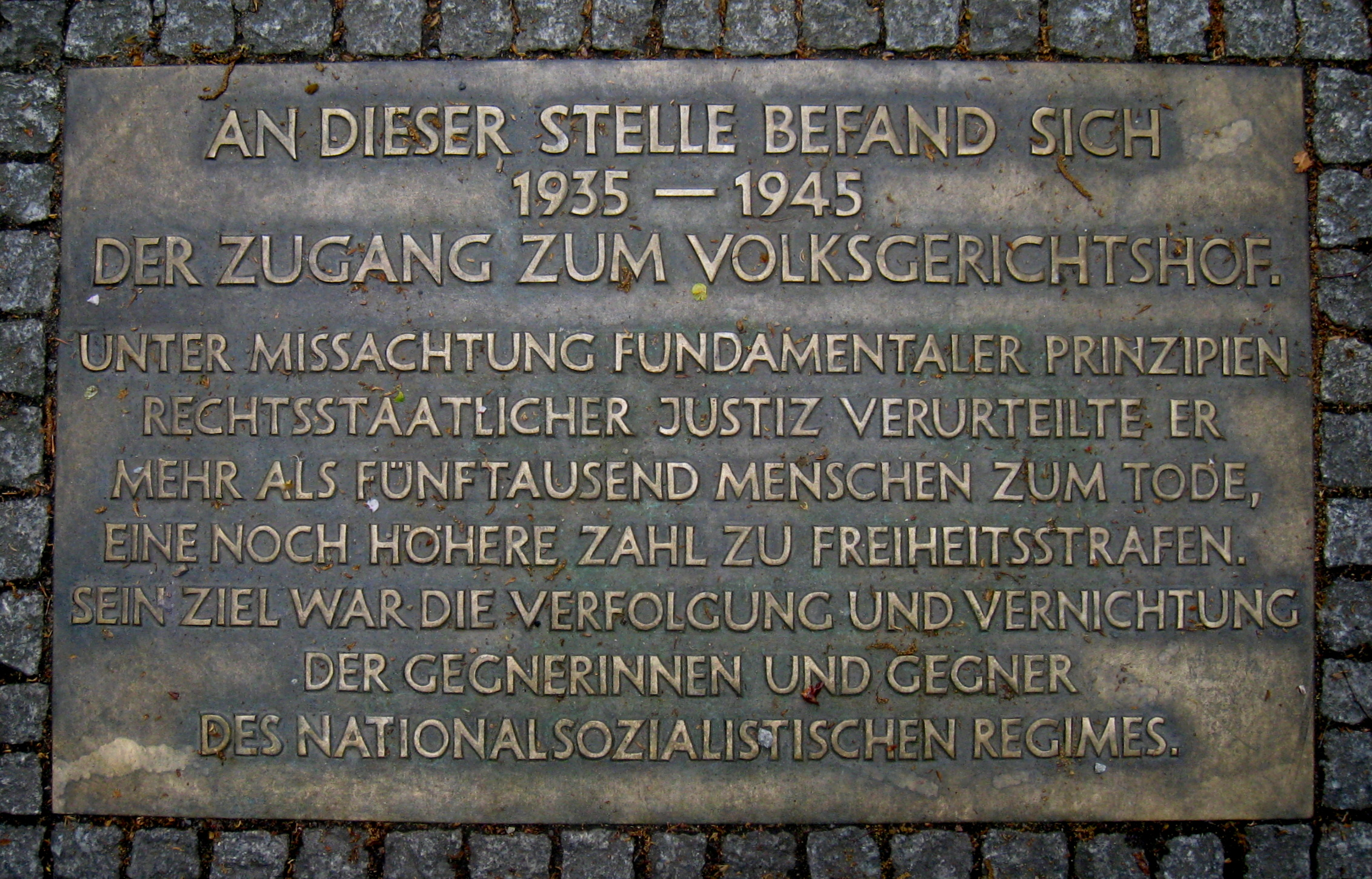
Memorial que marca el sitio de entrada al Volksgerichtshof.

## El tribunal
El tribunal tenía jurisdicción sobre un amplio conjunto de "delitos políticos", como el mercado negro, el trabajo lento, el derrotismo y la traición contra el Tercer Reich. Estos crímenes fueron vistos por el tribunal como Wehrkraftzersetzung (desintegración de la capacidad defensiva) y en consecuencia fueron castigados severamente. Este tribunal impuso la pena de muerte en numerosos casos.
El infame juez Roland Freisler fue uno de sus más temidos ejecutores e intervino en los casos de Sophie Scholl y la Rosa Blanca, en el procesamiento a los miembros del complot del 20 de julio y otros casos. En muchas instancias se actuaba a la manera de un Kurzer Prozess, es decir, una farsa donde se sabía la sentencia de antemano. El proceder era semejante en algunos casos a la «prueba diabólica» (en latín, probatio diabolica), expresión del Derecho que describe la práctica de exigir una prueba imposible.
Su actuación fue particularmente destacada en los procesos de agosto de 1944 con los implicados en los sucesos del 20 de julio. Los juicios eran llevados a cabo en el Gran Hall de Berlín y los procesados fueron ridiculizados al obligárseles a llevar la ropa sin cinturones, incluso sin dentaduras postizas. Los procedimientos eran filmados para el archivo del Führer.

## Jueces presidentes de la corte popular
- Fritz Rehn — 13 julio-18 de septiembre de 1934
- Otto Thierack — 1936-1942
- Roland Freisler — 1942-3 de febrero de 1945
- Harry Haffner — 12 de marzo-24 de abril de 1945

## Notables sentenciados por el Volksgerichtshof
- 1942 - Helmuth Hübener, de 17 años, el más joven oponente al régimen en ser ejecutado.
- 1942 - Robert Abshagen, luchador de la resistencia y miembro cofundador del Grupo Bästlein-Jacob-Abshagen.
- 1943 - Otto y Elise Hampel, pareja ejecutada por desobediencia civil.
- 1943 - Miembros de la Rosa Blanca: Sophie Scholl, Hans Scholl, Alexander Schmorell, Willi Graf, Christoph Probst y Kurt Huber.
- 1943 - Julius Fučík, periodista checo, que fue decapitado.
- 1943 - Karlrobert Kreiten, pianista alemán, condenado por expresarse peyorativamente hacia Hitler. Ejecutado con 185 en Plötzensee.
- 1944 - Max Josef Metzger, sacerdote católico fundador de "Una Sancta Brotherhood".
- 1944 - Erwin von Witzleben, miembro de la Wehrmacht y conspirador del 20 de julio.
- 1944 - Johanna Kirchner, miembro del partido socialdemócrata alemán (Sozialdemokratische Partei Deutschlands, SPD).
- 1944 - Caesar von Hofacker, miembro de la resistencia
- 1944 - Carl Friedrich Goerdeler, político conservador
- 1944 - Otto Kiep, periodista envuelto en la resistencia
- 1944 - Elisabeth von Thadden, del Círculo de Solf
- 1944 - Julius Leber, político
- 1944 - Johannes Popitz, ministro de finanzas
- 1945 - Helmuth James Graf von Moltke, jurista y fundador del Círculo de Kreisau
- 1945 - Alfred Delp, padre de la Compañía de Jesús y miembro del Círculo de Kreisau
- 1945 - Klaus Bonhoeffer y Rüdiger Schleicher, miembros de la resistencia alemana
- 1945 - Erwin Planck, conspirador del 20 de julio. Hijo de Max Planck.
- 1945 - Arthur Nebe, miembro de las SS que participó en la resistencia y fue ahorcado con cuerdas de piano en Plötzensee.[1]

### Otros
Erich Fellgiebel, Alfred Kranzfelder, Fritz-Dietlof von der Schulenburg, Georg Hansen, Berthold Schenk Graf von Stauffenberg, Wolf-Heinrich Graf von Helldorf, Egbert Hayessen, Hans Bernd von Haeften, Adam von Trott zu Solz, Fritz Thiele, Friedrich Gustav Jaeger, Ulrich Wilhelm Graf Schwerin von Schwanenfeld, Carl-Heinrich von Stülpnagel, etc.
Se calcula en más de 18,000 los procesados por el tribunal.